# Réserve naturelle nationale du marais d'Orx
La réserve naturelle nationale du marais d'Orx (RNN123) est une réserve naturelle nationale située en Nouvelle-Aquitaine. Classée en 1995, elle occupe une surface de 775 hectares et protège la partie nord-est du marais d'Orx.

## Localisation

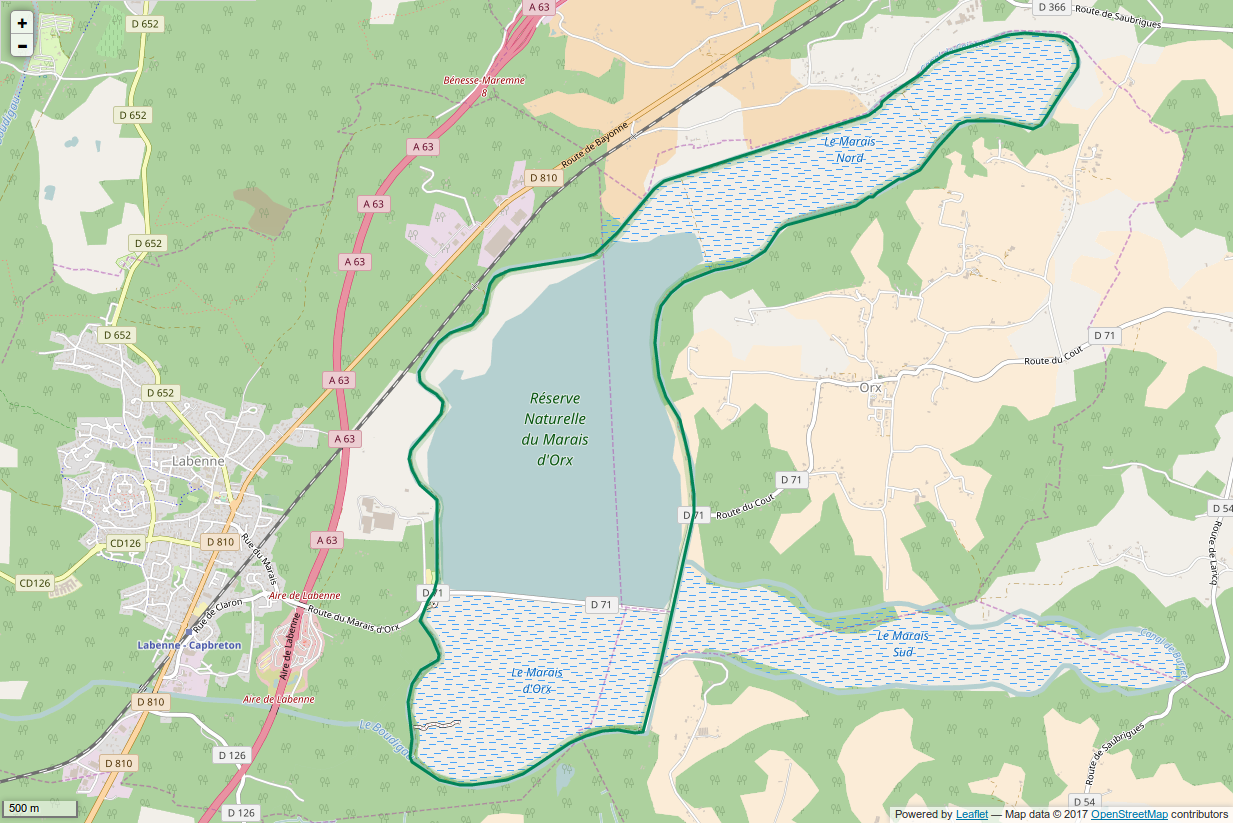
Périmètre de la réserve naturelle.

Le territoire de la réserve naturelle est dans le département des Landes, sur les communes de Labenne, Orx et Saint-André-de-Seignanx. Il comprend les parties nord et ouest du marais d'Orx.

## Histoire du site et de la réserve

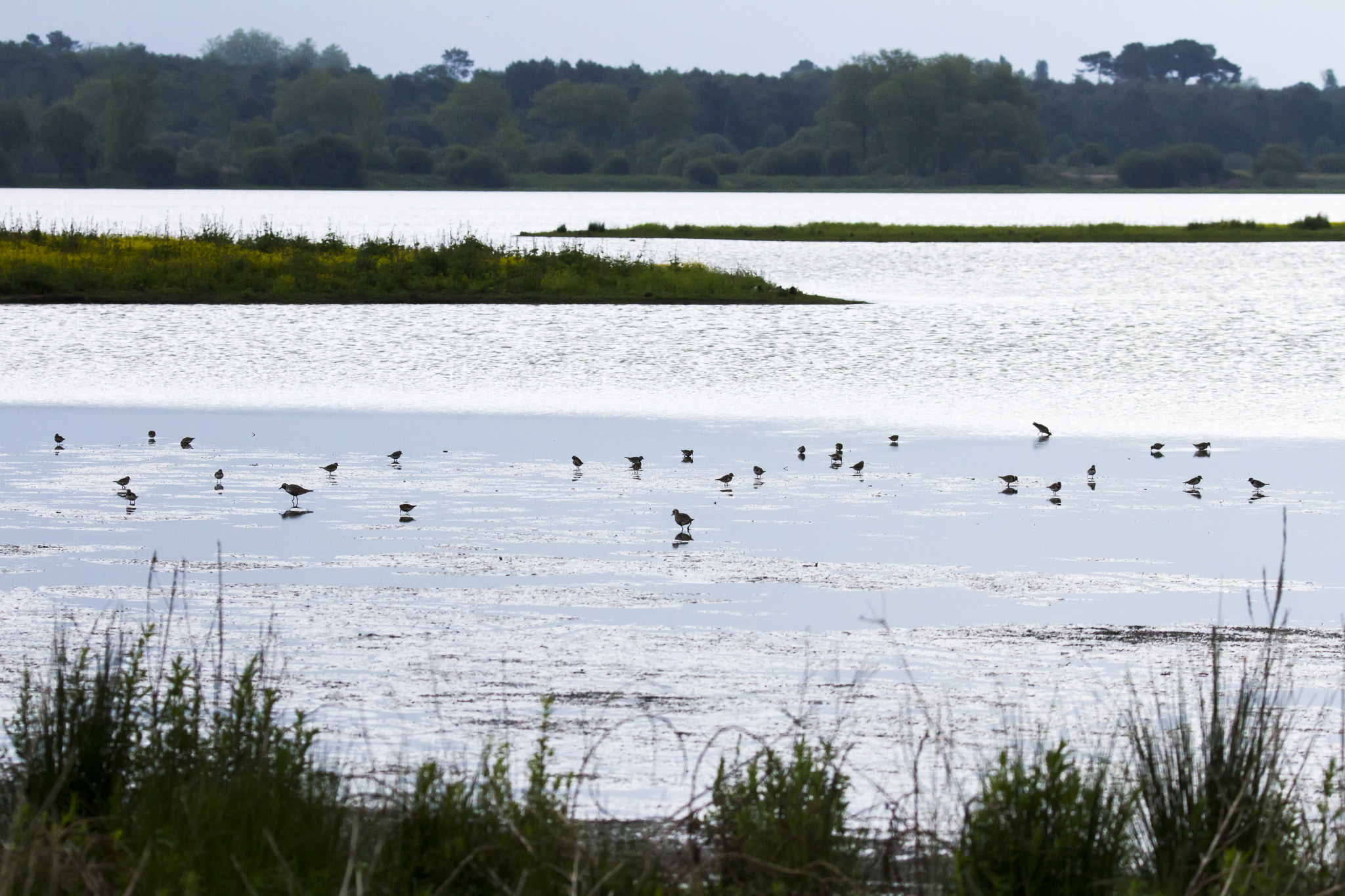
Contrejour sur le marais

La formation du marais d'Orx pourrait provenir de la conjugaison de trois phénomènes : le souvenir d'une ancienne ride de l'écorce terrestre, le vestige de l'ancien lit de l'Adour et une lagune née de la formation du cordon dunaire. Le marais a été asséché sous Napoléon III pour être mis en culture.

## Écologie (biodiversité, intérêt écopaysager…)
Le marais d'Orx constitue la dernière grande zone humide protégée du littoral aquitain. Il constitue un site privilégié de haltes pour les oiseaux migrateurs en raison des nombreux milieux qu'il abrite : saulaies, roselières, prairies, jonçaies.

### Faune

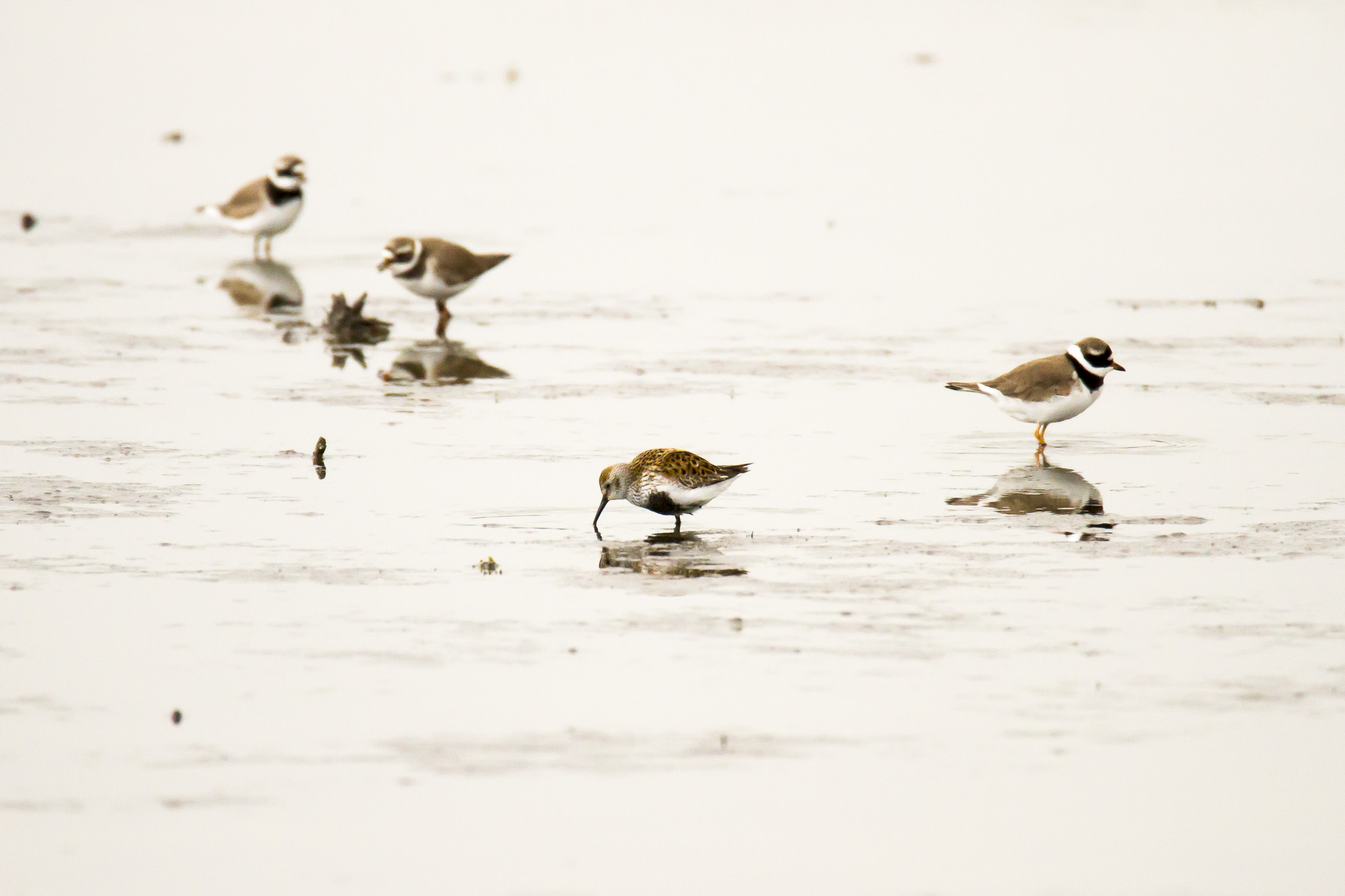
Gravelots et bécasseau variable.

Le site accueille de nombreuses espèces d'oiseaux avec par exemple la Spatule blanche, le Balbuzard pêcheur, le Courlis cendré et l'Oie cendrée.
Parmi la faune fréquentant le site, on peut citer la tortue Cistude, le Lézard vert et le Vison d'Europe.

## Intérêt touristique et pédagogique

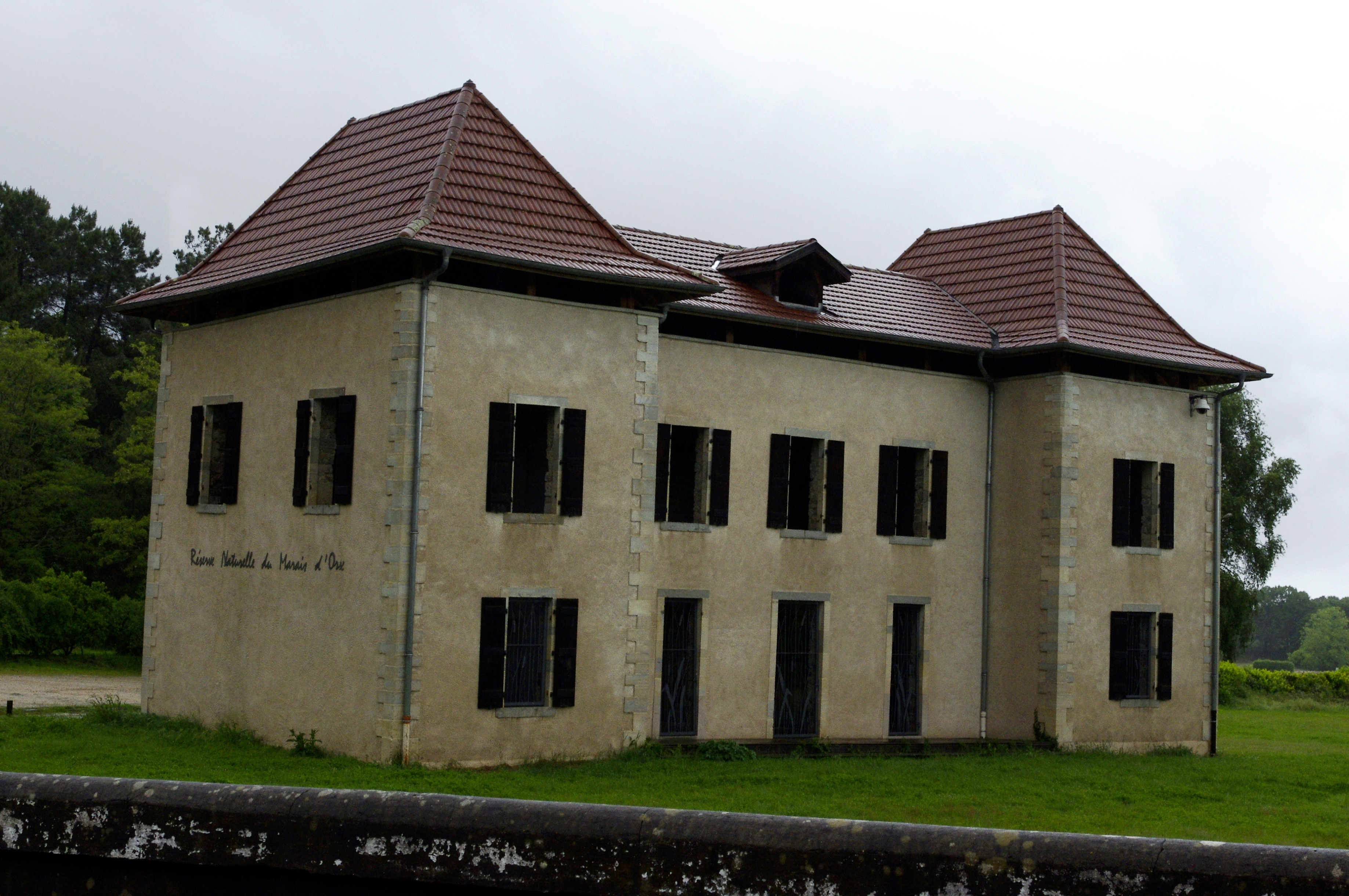
Le centre d'accueil du marais d'Orx

Un centre d'accueil permet de découvrir l'environnement du marais.

## Administration, plan de gestion, règlement
La réserve naturelle est gérée par le Syndicat mixte de gestion des milieux naturels.

### Outils et statut juridique
La réserve naturelle a été créée par un décret du 8 février 1995.